# Coupe de France 2003/04
Het seizoen 2003/2004 was het 87e seizoen van de Coupe de France in het voetbal. Het toernooi werd georganiseerd door de Franse voetbalbond.
Dit seizoen namen er 6057 clubs deel. De competitie ging in de zomer van 2003 van start en eindigde op 29 mei 2004 met de finale in het Stade de France in Saint-Denis. De finale werd gespeeld tussen en Paris Saint-Germain (voor de achtste keer finalist) en LB Châteauroux (voor de eerste keer finalist). Paris Saint-Germain veroverde voor de zesde keer de beker door LB Châteauroux met 1-0 te verslaan.
Paris Saint-Germain kwalificeerde zich met de tweede plaats in de eindrangschikking van de Ligue 1 voor de Champions League. Als bekerfinalist nam LB Châteauroux in het seizoen 2004/05 de plaats in de UEFA Cup in.

## Uitslagen

### 1/32 finale
De 20 clubs van de Ligue 1 kwamen in deze ronde voor het eerst in actie. De wedstrijden werden op 3 en 4 januari gespeeld.
 * = thuis; ** Mont-d‘Or - Nantes in Chasselay, Air-sur-la-Lys - Lyon in St.Omer.
| Winnaar               | Uitslag      | Verliezer                |
| --------------------- | ------------ | ------------------------ |
| Paris Saint-Germain * | 3-2 nv       | Troyes AC                |
| LB Châteauroux        | 1-0          | Grenoble Foot 38 *       |
| FC Nantes             | 2-1          | Beaujolais Mont-d'Or **  |
| Dijon FCO             | 0-0 ns (3-1) | AS Saint-Étienne         |
| ESA Brive             | 1-1 ns (3-1) | FC Lorient               |
| AS Monaco             | 2-0          | FC Metz *                |
| Stade Rennes          | 0-0 ns (5-4) | Angers SCO *             |
| Amiens SC             | 3-0          | FC Mantes *              |
| Aviron Bayonne *      | 4-4 ns (5-3) | EA Guingamp              |
| US Créteil-Lusitanos  | 3-2          | US Boulogne *            |
| Stade Brest           | 2-0          | Saint-Colomban Locminé * |
| Stade Reims           | 1-0          | Stade Laval *            |
| AJ Auxerre *          | 2-0          | FC Sochaux               |
| Olympique Lyon        | 4-0          | FC Aire-sur-la-Lys **    |
| Toulouse FC           | 3-1          | Racing Club de France *  |
| SM Caen *             | 1-0          | Le Havre AC              |

| Winnaar                  | Uitslag      | Verliezer                |
| ------------------------ | ------------ | ------------------------ |
| Olympique Marseille *    | 1-1 ns (4-3) | RC Strasbourg            |
| ASOA Valence             | 0-0 ns (5-3) | RC Épernay *             |
| Fontenay Vendée Football | 0-0 ns (4-3) | FUSC Bois-Guillaume      |
| RC Lens *                | 1-0          | Le Mans UC               |
| AS Nancy *               | 0-0 ns (5-4) | Lille OSC                |
| Valenciennes FC          | 3-0          | US Changé *              |
| Croix de Savoie          | 0-0 ns (4-2) | AS Poissy *              |
| Stade Plabennec          | 3-0          | Jeanne d'Arc Biarritz    |
| Girondins Bordeaux *     | 2-0          | FC Libourne-Saint-Seurin |
| Besançon RC *            | 2-0          | SC Bastia                |
| Gazélec FCO Ajaccio *    | 3-2          | EDS Montluçon            |
| FC Gueugnon              | 2-0          | AC Ajaccio *             |
| Montpellier HSC          | 2-0          | FC Mulhouse *            |
| FC Bourg-Péronnas **     | 4-3 nv       | FC Martigues             |
| OGC Nice                 | 1-0          | AS Moulins *             |
| AS Cannes                | 3-0          | FC Ernolsheim *          |

### 1/16 finale
De wedstrijden werden op 23, 24 en 25 januari gespeeld.
 * = thuis; ** Fontenay-Nantes in Niortt, Croix de Savoie-Rennes in Annecy, Bourg Péronnas-Lyon in Lyon.
| Winnaar             | Uitslag      | Verliezer                   |
| ------------------- | ------------ | --------------------------- |
| Paris Saint-Germain | 2-1 nv       | Olympique Marseille         |
| LB Châteauroux      | 2-2 ns (5-4) | ASOA Valence                |
| FC Nantes           | 3-0          | Fontenay Vendée Football ** |
| Dijon FCO *         | 2-1          | RC Lens                     |
| ESA Brive *         | 3-2 nv       | AS Nancy                    |
| AS Monaco           | 0-0 ns (4-1) | Valenciennes FC *           |
| Stade Rennes        | 2-0          | Croix de Savoie **          |
| Amiens SC *         | 3-0          | Stade Plabennec             |

| Winnaar              | Uitslag      | Verliezer             |
| -------------------- | ------------ | --------------------- |
| Aviron Bayonne *     | 1-0 nv       | Girondins Bordeaux    |
| US Créteil-Lusitanos | 3-1          | Besançon RC *         |
| Stade Brest          | 3-1          | Gazélec FCO Ajaccio * |
| Stade Reims          | 3-1          | FC Gueugnon *         |
| AJ Auxerre *         | 2-0          | Montpellier HSC       |
| Olympique Lyon       | 5-0          | FC Bourg-Péronnas **  |
| Toulouse FC *        | 0-0 ns (5-4) | OGC Nice              |
| SM Caen *            | 1-0          | AS Cannes             |

### 1/8 finale
De wedstrijden werden op 15 en 16 februari gespeeld.
 * = thuis; ** Bayonne-St-Germain in Parijs.
| Winnaar             | Uitslag            | Verliezer            |
| ------------------- | ------------------ | -------------------- |
| Paris Saint-Germain | 2-0                | Aviron Bayonne **    |
| LB Châteauroux *    | 2-0                | US Créteil-Lusitanos |
| FC Nantes *         | 4-0                | Stade Brest          |
| Dijon FCO           | 1-1 <smal>ns (4-2) | Stade Reims *        |

| Winnaar      | Uitslag      | Verliezer      |
| ------------ | ------------ | -------------- |
| ESA Brive *  | 1-0          | AJ Auxerre     |
| AS Monaco *  | 4-1          | Olympique Lyon |
| Stade Rennes | 1-1 ns (7-6) | Toulouse FC *  |
| Amiens SC *  | 1-0          | SM Caen        |

## Schema
|  | kwartfinale         | kwartfinale         |                     |       | halve finale | halve finale |  |  | finale | finale |
|  |                     |                     |                     |       |              |              |  |  |        |        |
|  |                     |                     |                     |       |              |              |  |  |        |        |
|  | 17 maart            |                     |                     |       |              |              |  |  |        |        |
|  |                     |                     |                     |       |              |              |  |  |        |        |
|  | FC Nantes           | 3                   |                     |       |              |              |  |  |        |        |
|  | FC Nantes           | 3                   | 28 april            |       |              |              |  |  |        |        |
|  | Stade Rennes        | 2                   |                     |       |              |              |  |  |        |        |
|  | Stade Rennes        | 2                   | FC Nantes           | 1 (3) |              |              |  |  |        |        |
|  | 16 maart            |                     | FC Nantes           | 1 (3) |              |              |  |  |        |        |
|  |                     | Paris Saint-Germain | 1 (4)               |       |              |              |  |  |        |        |
|  | ESA Brive           | Paris Saint-Germain | 1 (4)               | 1     |              |              |  |  |        |        |
|  | ESA Brive           |                     | 29 mei              | 1     |              |              |  |  |        |        |
|  | Paris Saint-Germain | 2                   |                     |       |              |              |  |  |        |        |
|  | Paris Saint-Germain | 2                   | Paris Saint-Germain | 1     |              |              |  |  |        |        |
|  | 17 maart            |                     | Paris Saint-Germain | 1     |              |              |  |  |        |        |
|  |                     | LB Châteauroux      | 0                   |       |              |              |  |  |        |        |
|  | AS Monaco           | LB Châteauroux      | 0                   | 0     |              |              |  |  |        |        |
|  | AS Monaco           | 28 april            |                     | 0     |              |              |  |  |        |        |
|  | LB Châteauroux      | 1                   |                     |       |              |              |  |  |        |        |
|  | LB Châteauroux      | 1                   | LB Châteauroux      | 2     |              |              |  |  |        |        |
|  | 16 maart            |                     | LB Châteauroux      | 2     |              |              |  |  |        |        |
|  |                     | Dijon FCO           | 0                   |       |              |              |  |  |        |        |
|  | Amiens SC           | Dijon FCO           | 0                   | 0     |              |              |  |  |        |        |
|  | Amiens SC           |                     |                     | 0     |              |              |  |  |        |        |
|  | Dijon FCO           | 1                   |                     |       |              |              |  |  |        |        |
|  | Dijon FCO           | 1                   |                     |       |              |              |  |  |        |        |

### Kwartfinale
De wedstrijden werden op 16 en 17 maart gespeeld.
 * = thuis 
| Winnaar             | Uitslag | Verliezer    |
| ------------------- | ------- | ------------ |
| Paris Saint-Germain | 2-1     | ESA Brive *  |
| LB Châteauroux      | 1-0     | AS Monaco *  |
| FC Nantes *         | 3-2     | Stade Rennes |
| Dijon FCO           | 1-0     | Amiens SC *  |

### Halve finale
De wedstrijden werden op 28 april gespeeld.
 * = thuis 
| Winnaar             | Uitslag      | Verliezer   |
| ------------------- | ------------ | ----------- |
| Paris Saint-Germain | 1-1 ns (4-3) | FC Nantes * |
| LB Châteauroux *    | 2-0          | Dijon FCO   |

### Finale
| 29 mei 2004 – Stade de France, Saint-Denis 78.357 toeschouwers Scheidsrechter: Stéphane Bré                                                                                          |               | |
| Paris Saint-Germain | 1 – 0         | LB Châteauroux |
| Pedro Pauleta 65' | goals         | |
| Vahid Halilhodžić | Trainer-coach | Victor Zvunka |
| Lionel Letizi Bernard Mendy Frédéric Dehu José Pierre-Fanfan Talal El-Karkouri Fabrice Fiorese Modeste M'bami Lorik Cana Branko Bošković 74' Danijel Ljuboja 85' Pedro Pauleta 90+2' | opstellingen  | Rodolphe Roche Jimmy Algerino Eddy Viator Teddy Bertin 77' Wissam El-Bekri Karim Fradin Armindo Ferreira Djibril Sidibe Sébastien Roudet Marc-Eric Gueï David Vandenbossche |
| Slim Benachour 74' Romain Rocchi 85' Alioune Touré 90+2' | wissels       | 77' Johann Paul |
| Pedro Pauleta 90+1' | gele kaarten  | |
| | rode kaarten  | |